# Philippe Lakos

Philippe Lakos (Beč, 19. kolovoza 1980.) austrijski je profesionalni hokejaš na ledu. Igra na poziciji braniča. Lakos je bio i član austrijske hokejaške reprezentacije.

## Karijera
Kao junior igrao do 2000. godine za Toronto St. Michael's Majors u Ontario Hockey League. Igrao je i u East Coast Hockey League za Jacksonville Lizard Kings, Toledo Storm, Florida Everblades i Reading Royals. 2002. godine dolazi u Vienna Capitals kao pojačanje za play-off, da bi se 2003. vratio u East Coast Hockey League gdje nastupa za klubove Augusta Lynx i Arkansas River Blades.
Od sezone 2004./05. nastupa za Vienna Capitals, sve do 2008./09. kada prelazi u HC Innsbruck. Nakon jedne sezone vraća se u Capitals.

## Vanjske poveznice
- Profil na The Internet Hockey Database
- Profil na Eurohockey.net